# Israel Horowitz
Israel Albert Horowitz (ur. 15 listopada 1907 w Nowym Jorku, zm. 18 stycznia 1973) – amerykański szachista oraz dziennikarz szachowy, mistrz międzynarodowy od 1950, sędzia klasy międzynarodowej od 1951 roku.

## Życiorys
Czterokrotnie reprezentował USA na olimpiadach szachowych, zdobywając wraz z drużyną trzy złote medale w latach 1931, 1935 i 1937. W 1935 roku w Warszawie wynikiem 80% oraz w 1937 roku w Sztokholmie rezultatem 86,7% zdobył dwa złote medale indywidualnie z pozycji rezerwowego. Trzykrotnie, w 1936, 1938 (wspólnie z Isaakiem Kashdanem) i 1943 roku wygrał najstarszy amerykański turniej coroczny U.S. Open.
Według retrospektywnego systemu Chessmetrics, najwyżej sklasyfikowany był w styczniu 1943, zajmował wówczas 10. miejsce na świecie.
W 1932 roku Horowitz założył jeden z najbardziej zasłużonych amerykańskich periodyków szachowych, The Chess Review, którego był wydawcą do 1969 roku. W tym roku pismo zostało zakupione przez Szachową Federację Stanów Zjednoczonych (USCF). Połączone z Chess Life ukazywało się przez następne 10 lat jako Chess Life and Review (obecnie pod stara nazwą Chess Life jest nadal oficjalnym organem UCSF).

## Wybrane publikacje
- All About Chess, 1971
- Chess for Beginners, 1950, ISBN 0-671-21184-6
- Chess: Games to Remember, 1972
- Chess Openings: Theory and Practice, 1964, ISBN 0-671-20553-6
- Chess Self-Teacher, 1961, ISBN 978-0-06-092295-5
- Chess Traps, Pitfalls, and Swindles 1954
- The Complete Book of Chess, 1969
- First Book of Chess, 1952, ISBN 978-0-389-00225-3
- The Golden Treasury of Chess, ISBN 0-88365-065-7
- How to Think Ahead in Chess, 1951 ISBN 978-0-671-21138-7
- How to Win At Chess
- How to Win in the Chess Openings, ISBN 0-671-62426-1
- Learn Chess Quickly, 1973
- The Macmillan Handbook of Chess, 1956
- The World Chess Championship: a History, 1973